# Aldono al la Dua Libro
Aldono al la Dua Libro de l' Lingvo Internacia (en français : Supplément au deuxième livre de la langue internationale), parfois abrégé Aldono al la Dua Libro, ou plus simplement Aldono est un livre écrit par Louis-Lazare Zamenhof, publié en 1888 à Varsovie, visant à compléter son précédent ouvrage, Dua Libro,.

## Contenu
Dans cet ouvrage, à l'origine publié séparément, Louis-Lazare Zamenhof fixe l'espéranto sous sa forme finale, encore utilisée actuellement.
Plus précisément, certains changements phonologiques vont être effectués, comme par exemple celui de la terminaison des mots temporels (quand, toujours, jamais, etc.) qui va passer de -ian à -iam.
Il répond également à certaines problématiques, et aborde le sujet de l'initiative entreprise par la Société américaine de philosophie consistant à promouvoir l'usage de la langue, mais ce projet n'aboutira pas en raison du manque d'intérêt.